# Arzneimittelpreisverordnung
Die Arzneimittelpreisverordnung regelt Preise bzw. Preisspannen im Handel mit Arzneimitteln in Deutschland. Die Verordnung wurde aufgrund einer Verordnungsermächtigung in § 78 des deutschen Arzneimittelgesetzes (AMG) erlassen.

## Allgemeines
Die Arzneimittelpreisverordnung schreibt insbesondere die Preise (oder genauer die Preisbildung) für verschreibungspflichtige Fertigarzneimittel bei der Abgabe durch öffentliche Apotheken an den Endverbraucher vor. Weiterhin legt sie die Preise für in der Apotheke hergestellte Arzneimittel, aber auch die Abgabepreise des pharmazeutischen Großhandels bei Abgabe an die Apotheken fest.
Tierärzte haben in Deutschland gemäß AMG ein Dispensierrecht, d. h., sie dürfen im Rahmen einer Tierärztlichen Hausapotheke bestimmte Arzneimittel zur Anwendung am Tier vertreiben und auch vorrätig halten. Die Arzneimittelpreisverordnung regelt auch die Preisspannen im Vertrieb zwischen Großhandel und Tierarzt sowie zwischen Tierarzt und Tierhalter.
Von den Regelungen der Arzneimittelpreisverordnung ausgenommen sind seit 2004 die Preise im Vertrieb von nicht verschreibungspflichtigen Arzneimitteln. Dies soll den Wettbewerb zum Nutzen der Endverbraucher fördern. Ebenfalls ausgenommen sind die Preise bei der Abgabe von Arzneimitteln, Impfstoffen und verschiedenen anderen Produkten durch öffentliche Apotheken an Krankenhäuser sowie verschiedene staatliche Einrichtungen und Behörden.
Für die Abgabe von nicht verschreibungspflichtigen Arzneimitteln zu Lasten der gesetzlichen Krankenversicherungen gilt die Arzneimittelpreisverordnung in der bis 2004 gültigen Fassung fort.
Am 19. Oktober 2016 hat der Europäische Gerichtshof die in der Arzneimittelpreisverordnung festgelegte Preisbindung verschreibungspflichtiger Medikamente für ausländische Versandapotheken als mit der unionsrechtlichen Warenverkehrsfreiheit unvereinbar erklärt. Dagegen hat die Arzneimittelpreisbindung für deutsche Apotheken (einschließlich der deutschen Versandapotheken) weiterhin Bestand.

## Spezielle Regelungen

### Großhandelsspanne
Der pharmazeutische Großhandel übernimmt logistische Aufgaben zwischen pharmazeutischen Herstellern auf der einen und den Apotheken als Einzelhandelsbetrieben auf der anderen Seite. Bei Arzneimitteln zur Anwendung am Menschen gibt es einen (nichtrabattierbaren) Festzuschlag von 70 ct und einen proportionalen Zuschlag von höchstens 3,15 % vom Herstellerabgabepreis, allerdings nach oben durch 37,80 Euro begrenzt.
Vor dem 1. Januar 2012 gab es gestaffelten Zuschläge, seitdem jedoch nur noch für Tierarzneimittel: Bei Fertigarzneimitteln mit einem Herstellerabgabepreis bis einschließlich 3,00 Euro beträgt der maximal zulässige Großhandelszuschlag 15 %, bei Abgabepreisen über 26,83 Euro nur noch 6 %. Bei besonders hochpreisigen Arzneimitteln (ab 1200,01 Euro) ist der Zuschlag begrenzt auf maximal 72,00 Euro.

### Apothekenzuschlag für Fertigarzneimittel
Die Vergütung der Apotheken war vor 2004 ebenfalls ausschließlich prozentual vom Preis des abgegebenen Arzneimittels abhängig. Dies wurde jedoch im Rahmen des GKV-Modernisierungsgesetzes geändert: So besteht der Zuschlag für Fertigarzneimittel seitdem aus einem variablen Anteil von 3 % des Herstellerabgabepreises inkl. Großhandelszuschlag plus einer Pauschale von 8,35 Euro und 0,21 Euro zur Förderung der Sicherstellung des Notdienstes. Die 3 % können dabei als Honorierung der logistischen Aufgabe der Apotheke verstanden werden, also beispielsweise für die Vorratshaltung und Vorfinanzierung. Die 8,35 Euro hingegen honorieren die pharmazeutische Dienstleistung der Apotheke; eine fixe Pauschale im Gegensatz zu einem umsatzbezogenen Zuschlag soll dabei die Position der Apotheker als Heilberufler stärken. Aufgrund einer Regelung in § 130 SGB V (Apothekenrabatt zugunsten der gesetzlichen Krankenkassen) vermindert sich die Vergütung der Apotheken bei Versicherten der gesetzlichen Krankenkassen um 1,68 Euro (netto) bei Fertigarzneimitteln und es verbleiben 6,67 Euro (netto) bei der Apotheke (bei sonstigen Arzneimitteln: 5 % auf den Apothekenverkaufspreis).

### Weitere Apothekenzuschläge
Gemäß § 4 Abs. 1 erhebt die Apotheke für Stoffe, die in unverändertem Zustand umgefüllt, abgefüllt, abgepackt oder gekennzeichnet werden, einen Zuschlag von 100 % auf den Apothekeneinkaufspreis (AEP). Für Zubereitungen aus einem oder mehr Stoffen erhält die Apotheke nach § 5 Abs. 1 einen Zuschlag von 90 % auf den Einkaufspreis plus Rezepturzuschlag; dieser ist abhängig von der Arzneiform und der herzustellenden Stückzahl bzw. Menge und beträgt mindestens 2,50 Euro. Die Verbände der Versicherungen können abweichende Vereinbarungen mit den Apothekerverbänden treffen. So wurde z. B. für parenterale Lösungen mit Zytostatika, Antibiotika oder Schmerzmitteln ein Abschlag von 10 % vereinbart. Allerdings gilt für dafür verarbeitete Fertigarzneimittel die AMPreisV im Einkauf nicht.

### Notdienstgebühr
Der Apothekennotdienst in Deutschland sorgt für eine flächendeckende Versorgung mit Arzneimitteln auch außerhalb der regulären Öffnungszeiten. Die Notdienstzeiten und die Notdienstgebühr (derzeit 2,50 Euro) sind in der Arzneimittelpreisverordnung definiert und können erhoben werden.

### Betäubungsmittel
Bei der Abgabe von Betäubungsmitteln gelten für Apotheken gemäß der Betäubungsmittelverschreibungsverordnung besondere Dokumentations- und Aufbewahrungspflichten. Für diesen Mehraufwand darf eine gesonderte Gebühr von derzeit 4,26 Euro berechnet werden.

## Anpassung der Arzneimittelpreisverordnung
Die Arzneimittelpreisverordnung wurde zuletzt in den Jahren 2012 und 2013 geändert. Mit Wirkung zum 1. Januar 2013 wurde der Festzuschlag für verschreibungspflichtige Arzneimittel von bisher 8,10 Euro auf 8,35 Euro angehoben. Zu diesem kam zum 1. August 2013 ein gesonderter Zuschlag von 0,16 Euro hinzu. Dieser wird an einen vom Deutschen Apothekerverband verwalteten Fonds abgeführt, aus dem an Apotheken, die einen Notdienst geleistet haben, ein pauschaler Zuschuss ausgezahlt wird. Als Konsequenz zur am 21. Oktober 2019 durch das BMG verkündeten „Verordnung zur Änderung der Apothekenbetriebsordnung und der Arzneimittelpreisverordnung“, wurde der Notdienstzuschlag am 1. Januar 2020 von 0,16 Euro auf 0,21 Euro angehoben.